# Lewisepeira boquete
Lewisepeira boquete är en spindelart som beskrevs av Claude Lévi 1993. Lewisepeira boquete ingår i släktet Lewisepeira och familjen hjulspindlar.
Artens utbredningsområde är Panama. Inga underarter finns listade i Catalogue of Life.